# Американское философское общество
Американское философское общество (англ. American Philosophical Society) — старейшая американская организация, объединяющая интеллектуалов. В отличие от Американской философской ассоциации, объединяет не столько профессиональных философов, сколько интеллектуалов как таковых. Избрание в члены общества является признанием выдающихся достижений, сделанных в любых областях науки или практической деятельности.
С момента основания Общество располагается в Филадельфии. В настоящее время Философский Холл превращён в музей. Он находится в Национальном историческом парке Независимости.

## История Общества
Общество основал Бенджамин Франклин в 1743 году, с целью продвижения «любых философских экспериментов, которые проливают свет на природу вещей, усиливают власть человека над материей и преумножают удобства и удовольствия жизни». В числе других основателей были Джеймс Александер (юрист), Фрэнсис Хопкинсон, Филип Синг-младший и другие выдающиеся люди своего времени. Оно было основано через два года после основания Университета Пенсильвании, с которым остается тесно связанным.
К 1746 году общество прекратило свою деятельность. Однако возродилось в 1767 году, а 2 января 1769 года объединилось с Американским обществом содействия полезным знаниям (American Society for Promoting Useful Knowledge), под названием American Philosophical Society Held at Philadelphia for Promoting Useful Knowledge. Б. Франклин был избран его первым президентом.
Общество привлекало лучшие умы Америки. Его вторым президентом станет Томас Джефферсон. А среди первых членов — Джордж Вашингтон, Джон Адамс, Александр Гамильтон, Якоб Перкинс. Кроме того, в него вступил и известный теолог Самуил Миллер.
В XX веке более 200 членов были лауреатами Нобелевской премии. С 1900 года более 260 членов стали нобелевскими лауреатами.

### Иностранные члены Общества
С самого начала Общество было нацелено на взаимодействие с коллегами из других стран. Иностранными членами общества были Т. Костюшко, М.-Ж. Лафайет, А. фон Гумбольдт, Фридрих Вильгельм фон Штюбен, Харолд Уильям Вазейл Темперлей и др.
Иностранным членом была Е. Р. Дашкова — с 1789, ставшая первой избранной в Общество женщиной.

### Связи с Россией
Началом научных контактов между Обществом и Российской академией наук считается избрание академика Т. И. фон Клингштадта первым российским членом Американского философского общества (1773), а Бена Франклина — первым американским членом Российской академии наук (1789), за которым в том же году по инициативе Б. Франклина последовало избрание президента Академии княгини Е. Р. Дашковой членом Американского философского общества. Через 2 года последовало избрание членом Американского философского общества российского ученого, автора труда «Словарь всех языков и наречий, по азбучному порядку расположенный» П. С. Палласа.
В декабре 1817 года вице-президент Общества филолог Дю Понсо писал своему российскому коллеге Ф. П. Аделунгу: «Недавнее общее умиротворение предоставило миру возможность заняться без помех науками и ремеслами, которые объединяют человечество; широкие взгляды Вашего августейшего государя и огромный прогресс, который Ваша страна сделала во всех областях науки, — все это указывает, что иностранная держава может стать для нас источником, из которого наш труд получит значительную помощь; разрешите поэтому нам через Ваше посредство начать объединять два полушария, общими усилиями способствовать развитию науки, необходимость чего равным образом ощущается образованными людьми Вашей страны и нашими собственными учеными». А через месяц и Аделунг был избран членом Американского философского общества. До начала 1870-х годов к ним прибавились еще 23 российских ученых, в том числе И. Ф. Крузенштерн (1824), В. Я. Струве (1853), Д. И. Менделеев (1869). Прямым следствием наладившихся научных связей с Петербургской академией наук стало создание в библиотеке Общества ценного собрания русских научных изданий (к 1822 году — 62 тома). В последние десятилетия XX в. список российских членов Американского философского общества пополнился именами В. И. Гольданского, В. И. Арнольда, Д. С. Лихачёва, А. С. Спирина и др.

## Современное состояние
В 2016 году общество насчитывало 1025 членов, включая 858 граждан США и 167 иностранных членов из двадцати с лишним стран. Всего к этому времени с момента основания членами общества было избрано более 5,5 тысяч человек.
Общество имеет репутацию элитарного клуба, располагает огромной библиотекой и архивом (80 тыс. томов книг и 5,5 млн рукописей по истории науки), а также материальными средствами, переданными в дар. Распоряжаясь 25 фондами на общую сумму 16 миллионов долларов, оно расходует на гранты и стипендии около $300.000 в год.
Общество содействует научной работе и устройству молодых и начинающих учёных посредством грантов и стипендий.
Выделяются следующие специальные субсидии:
- стипендии Даланда для исследований в клинической медицине,
- гранты Мико для работ по ботанике леса,
- гранты Филлипса для изучения американских аборигенов,
- гранты Генри М.Филлипса для стипендиатов по юриспруденции
- стипендии Кларка Слаэйтера по исследованиям в области медицинских наук XX столетия.